# Umbrella (Biologie)
Als Umbrella (von engl. Regenschirm) wird die Glockenform der Qualle bezeichnet. Die gewölbte Oberfläche nennt man Exumbrella, die konkave Unterseite Subumbrella. Die Glocke ist aus drei azellulären und zwei zellulären Schichten aufgebaut:
- Epithel der Exumbrella, besteht aus stark abgeplatteten Zellen ohne kontraktile Fasern
- Radiärkanäle, die aus Proteoglykanen, Glykoproteinen, Kollagenfibrillen und viel Wasser bestehen
- die dünnere innere Mesogloea.
- flächig abgeplattete Epithelzellen, die quergestreifte Myofibrillen enthalten. Sie vollführen die rhythmische Schwimmbewegung der Glocke.